# Hisaya-ōdōri (métro de Nagoya)
Hisaya-ōdōri (久屋大通駅, Hisaya-ōdōri-eki) est une station du métro de Nagoya sur les lignes Meijō et Sakura-dōri dans l'arrondissement de Naka à Nagoya.

## Situation sur le réseau
La station Hisaya-ōdōri est située au point kilométrique (PK) 3,4 de la ligne Meijō et au PK 3,3 de la ligne Sakura-dōri.

## Histoire
La station a été inaugurée le 9 octobre 1989.

## Services aux voyageurs

### Accès et accueil
La station est ouverte tous les jours.

### Desserte

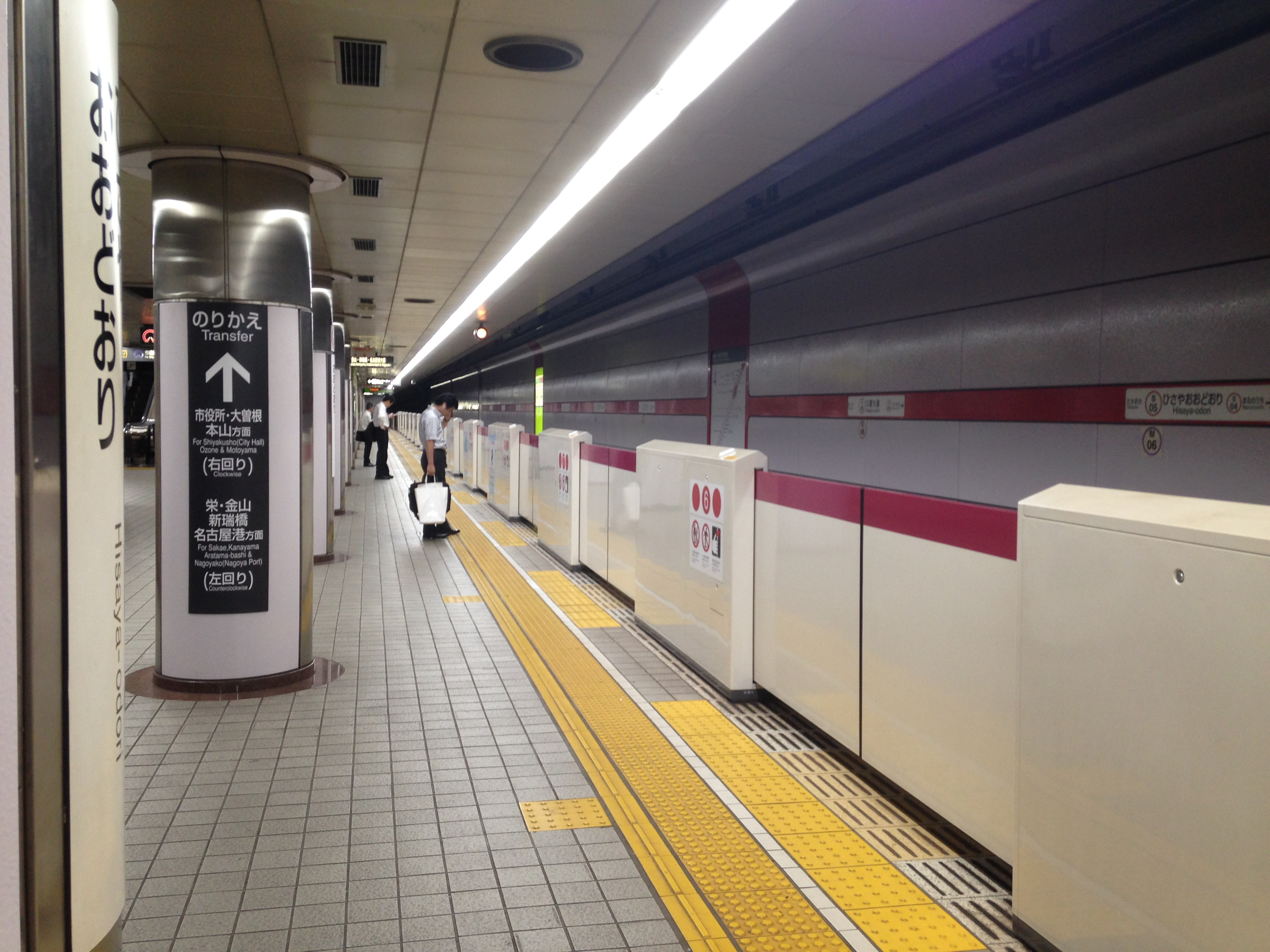
Vue du quai de la ligne Sakura-dōri

- Ligne Meijō :
  - voie 1 : direction Kanayama
  - voie 2 : direction Ōzone
- Ligne Sakura-dōri :
  - voie 3 : direction Tokushige
  - voie 4 : direction Taiko-dori

## À proximité
- Tour de télévision de Nagoya
- Centre d'art d'Aichi